# Памяти 13 Борцов
Па́мяти 13 Борцо́в — посёлок в Емельяновском районе Красноярского края России. Административный центр сельского совета Памяти 13 Борцов.

## География
Поселок расположен на реке Кача примерно в 40 км северо-западнее Красноярска, в 2-х км южнее пгт Кедровый и в 20 км запад-северо-западнее от районного центра пгт Емельяново.

## История
Основан в 1823 году как посёлок при Коноваловском стекольном заводе; после открытия церкви — посёлок Знаменский (Знаменский завод).
В 1920 году переименован в посёлок Памяти 13 Борцов — в честь расстрелянных во время Гражданской войны в России 13-ти рабочих завода.
Статус посёлка городского типа — с 1928 по 2013 год.

## Население
| 1939  | 1959  | 1970  | 1979  | 1989  | 2002  | 2007  |
| ----- | ----- | ----- | ----- | ----- | ----- | ----- |
| 5009  | ↘4125 | ↗4363 | ↘4112 | ↘3733 | ↘3084 | ↗3320 |
| 2009  | 2010  | 2012  | 2013  |       |       |       |
| ↗3433 | ↘3064 | ↘3018 | ↗3078 |       |       |       |

## Транспорт
- Рядом с поселком проходит федеральная автодорога Р255 «Сибирь». На 774-м километре трассы есть АЗС и остановка для междугородних автобусов.
- Расстояние до ближайшей железнодорожной станции «Кача» — 25 км.
- Расстояние до ближайшего аэропорта «Красноярск» — 15 км.

## Галерея
| - Вид на реку Качу - Церковь Иконы Божией Матери «Знамение» - Вид на посёлок - Памятник на месте братской могилы 13-ти рабочих завода, расстрелянных во время Гражданской войны - Мемориал «Вечная память павшим в боях за Родину» |